# قز
قز، روستایی از توابع بخش مرکزی شهرستان سبزوار استان خراسان رضوی ایران است. کلمه قز معرب واژه پارسی کژ به معنای ابریشم یا پیله ابریشم است. نظامی‌گنجوی در منظومه‌ی «خسرو و شیرین» کلمه‌ی قز را به همین معنی به کار برده است:
چو کرم قز شدم از کرده‌ی خویش ... به ریشم بخشم ار برگی کنم ریش
به همین دلیل در اصطلاح محلی به این روستا کژ یا کیج یا کج هم گفته می‌شود. پیشه اهالی این روستا زراعت، تولید پیله و ابریشم و بعضا تجارت است. انار و انگور و انجیر از محصولات اصلی باغات این روستا می‌باشد.

## جمعیت
این روستا در دهستان کراب قرار دارد و بر اساس سرشماری سال ۱۳۹۵ جمعیت آن ۱۹۵ نفر (۱۲۶ خانوار)

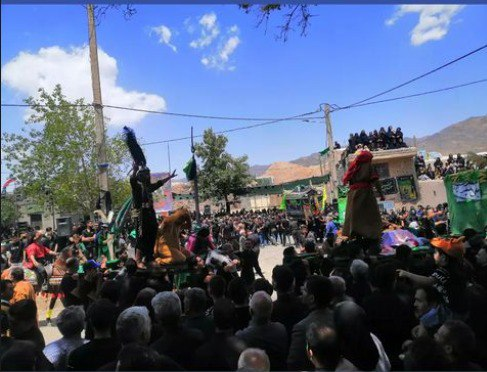
مراسم شبیه‌خوانی روستای کیژ (قز)

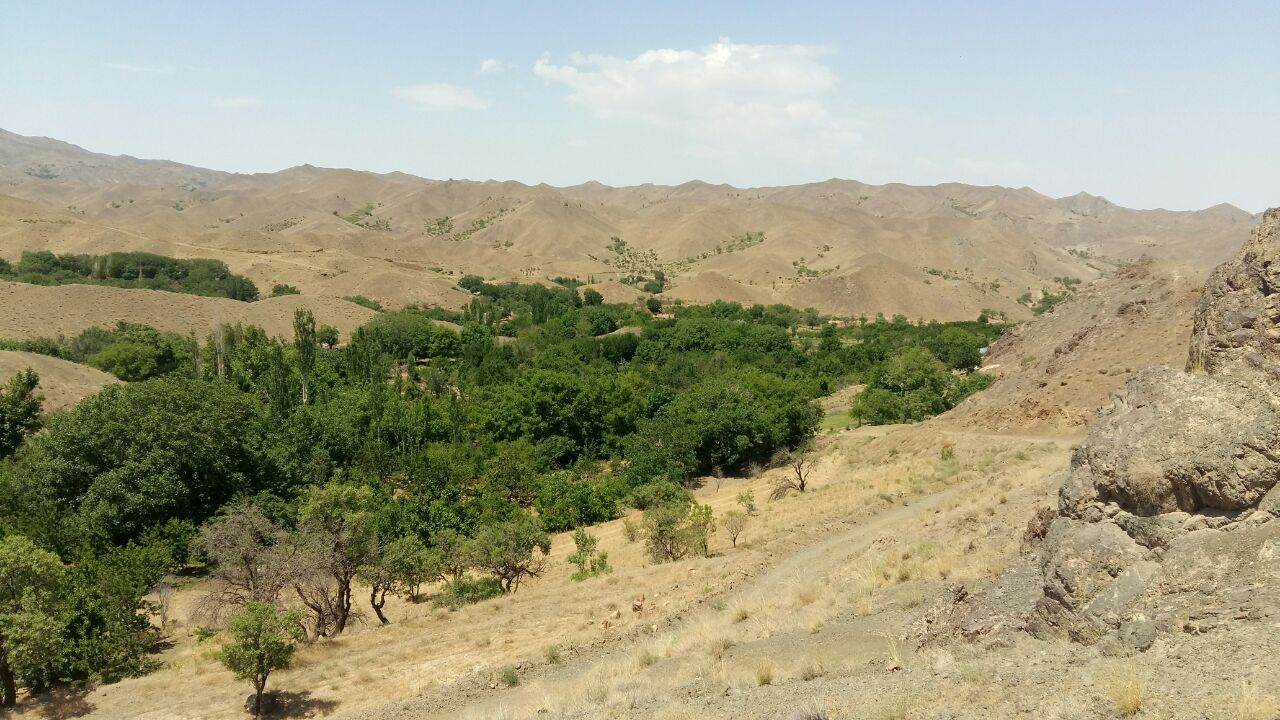
باغات (کلاته‌های) روستای قز

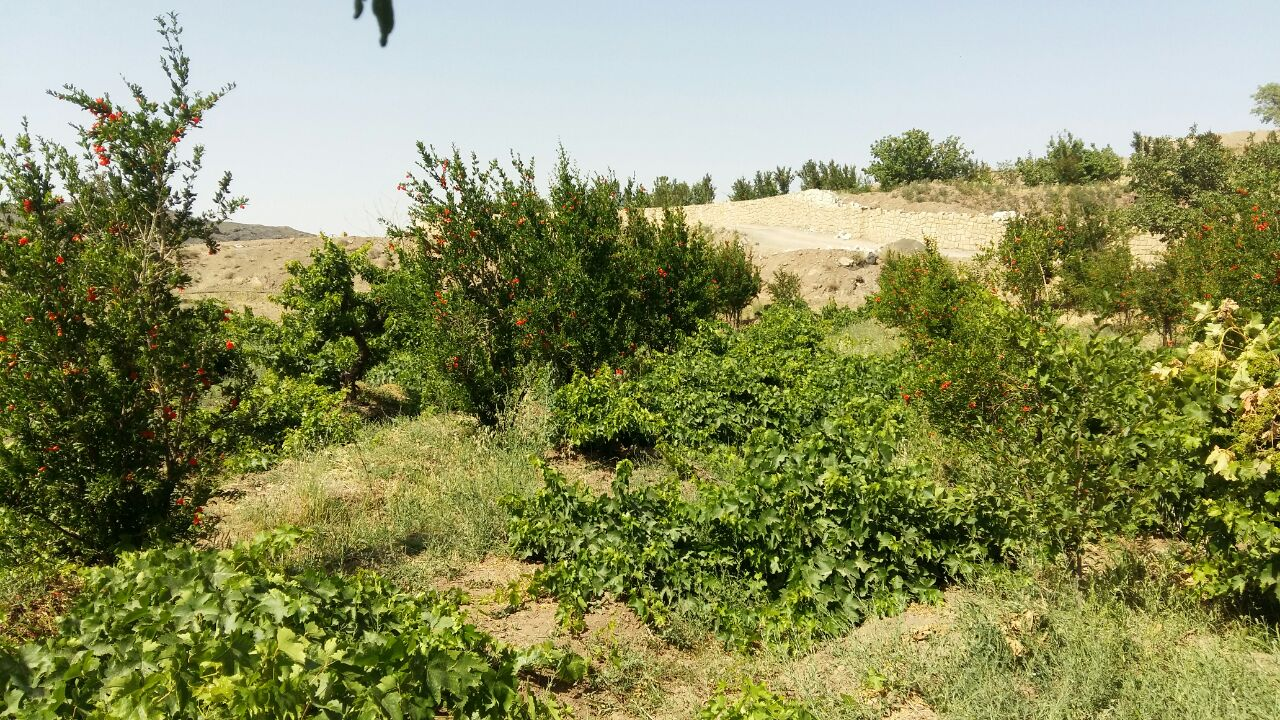
باغات انار روستای قز

بوده‌است.